# Paracanoe
Paracanoe (auch: Paracanoeing, Parakanu oder Para Kanu) ist die Bezeichnung einer Kanusport-Disziplin für Menschen mit Behinderung. Auch das verwendete Sportgerät, ein speziell angepasstes Rennkanu, wird als Paracanoe bezeichnet. 
Wettbewerbe im Paracanoe wurden erstmals 2009 in Dartmouth (Kanada) im Rahmen der Kanurennsport-Weltmeisterschaften ausgetragen und sind seit der WM 2010 in Posen offizieller Teil des Wettkampfprogramms. Zu den Sommer-Paralympics 2016 in Rio de Janeiro wurde Paracanoe auch in das Programm der Paralympischen Spiele aufgenommen.

## Wettkämpfe
Paracanoeing-Wettkämpfe werden nach (angepassten) Regeln des Kanurennsports über eine Distanz von 200 m in festen Bahnen ausgetragen. Die Einteilung der Wettkampfklassen erfolgt nach Bewegungsfähigkeit von Beinen (L für leg), Armen (A für arm) und des Rumpfes (T für trunk). 
Zum WM-Programm zählten 2011 Rennen in acht Klassen, fünf für Männer und drei für Frauen.

## Boote
Es werden Einerkajaks (K-1) und Auslegerkanus (Va'as/V-1) verwendet. Für jeden Paracanoe-Sportler wird der Sitz und teilweise auch das Paddel individuell angepasst. Hierfür gibt es eine Reihe spezialisierter Hersteller.

## Startklassen
Im ICF gibt es drei Startklassen, die Unterschiede in der Bewegungsfähigkeit von Beinen, Armen und Rumpf der Athleten repräsentieren. Diese gelten für beide Bootsklassen und sind unabhängig vom Geschlecht.
- KL1 / VL1 (Kajak/Va'a Level 1)
keine oder sehr eingeschränkte Rumpffunktion, keine Beinfunktion
- KL2 / VL2 (Kajak/Va'a Level 2)
teilweise Rumpf- und Beinfunktion, aufrechtes Sitzen im Kajak möglich
- KL3 / VL3 (Kajak/Va'a Level 3)
volle Rumpf- und teilweise Beinfunktion, leicht vorwärts gebeugtes Sitzen möglich, mindestens ein Bein (bzw. Prothese) voll einsetzbar

## Hintergrund
Der Internationale Kanuverband (ICF) forcierte seit den 2000er-Jahren im Rahmen seines Programmes Sports For All (Sport für alle) seine Bemühungen um die Integration von Menschen mit Behinderung. Anders als in anderen Sportarten wurde dabei das Konzept verfolgt, die Wettkämpfe gemeinsam mit denen für Nicht-Behinderte auszurichten, was für die Ausrichter eine besondere Herausforderung darstellte (und darstellt), da ein barrierefreier Zugang zu wesentlichen Funktionsbereichen der Regattabahn sichergestellt werden muss.
Im Jahr 2009 wurden in Dartmouth erstmals im Rahmen der Weltmeisterschaften Demonstrationsrennen im Paracanoe durchgeführt, daran nahmen Teilnehmer aus elf Nationen teil, 2010 wurde es offizielle WM-Sportart mit 28 Nationen. Seit 2009 gibt es ebenfalls Paracanoe-Europameisterschaften.

## Paracanoe in Deutschland
Die Paracanoe-Sportler sind wie die nicht-behinderten Kanusportler im Deutschen Kanu-Verband (DKV) organisiert, der die Kaderathleten in Abstimmung mit dem Deutschen Behindertensportverband betreut. Viele Vereine des DKV bieten inzwischen Paracanoe-Sport an. Seit 2011 werden die Deutschen Meister im Paracanoe im Rahmen der Deutschen Kanurennsport-Meisterschaften gemeinsam mit den nicht-behinderten Sportlern ermittelt.